# Blåätten
Blåätten, efter det förmodade släktnamnet Blå, baserad på riddaren Joar Blå, är en av historiker konstruerad hypotetisk svensk medeltida adelsätt, vars existens, och påstådda koppling till sätesgården Gröneborg har ifrågasatts, eftersom dess existens bygger på en ren gissning utan källstöd från primära källor, att det är möjligt att två medeltida omnämnda personer, Joar Blå och herr Joarus Johannis (Joar Johansson) skulle kunna vara en och samma person. Ättens namn har trots detta varit attraktiv och populär för amatörgenealoger att infoga i sina släktträd, varför den så kallade Blåätten är rikligt spridd i konstruerade och därmed, i strikt mening, genealogiskt felaktiga släkttavlor på Internet.
Vapen: riddaren Joar Blås vapen är okänt, men utifrån spekulationen att han var identisk med Joar Johansson som förde en fläkt örn med en stjärna, har man föreställt sig den konstruerade ättens vapen som liknande Joar Johanssons, på blått fält, varefter man sedan kallat ätten Blåätten.

## Bakgrund
| Till vänster Aspenäsättens och Fånöättens senare vapen, en gyllene lejonörn, och t.h. Birger Filipsson (Aspenäsätten)s vapen med en fläkt örn, vilken saknade de armar som Joar Johanssons örn hade. |  | Till vänster Aspenäsättens och Fånöättens senare vapen, en gyllene lejonörn, och t.h. Birger Filipsson (Aspenäsätten)s vapen med en fläkt örn, vilken saknade de armar som Joar Johanssons örn hade. |
| Till vänster Aspenäsättens och Fånöättens senare vapen, en gyllene lejonörn, och t.h. Birger Filipsson (Aspenäsätten)s vapen med en fläkt örn, vilken saknade de armar som Joar Johanssons örn hade. |  | |

Aspenäsätten kallades tillsammans med den närbesläktade Fånöätten på 1700- och 1800-talet för "Blå" eller "Blåätten", på grund av ett antaget men ej bevisat släktskap med den mytiske Joar Blå. Aspenäsätten kan närmast betraktas som en östgötasläkt, om ock dess stamgods Aspenäs var beläget i (dåvarande) norra Småland, i Ydre härad (numera Östergötland). Av dess medlemmar innehade tre lagmansämbetet i Östergötland. Ätten utdog i mitten av 1400-talet. Medlemmarna förde ett vapen med en lejonörn. Medlemmar av Fånöätten med härstamning på mödernet från Aspenäsätten upptog lejonörnen i sina vapen. Denna ätt var rent uppländsk och innehade godset Fånö i Uppland, i Trögd. Ätten utdog redan på 1330-talet. 
En av de tidigast kända medlemmarna i Aspenäsätten, Birger Filipsson var delaktig i folkungaupproret och fängslades därför av Magnus Ladulås på Gälakvist borg i Skara, och avrättades 1280 efter räfst genom halshuggning vid Stortorget i Stockholm. Birger Filipsson förde i sitt vapen en fläkt örn med okänd tinktur, och detta vapen påminner i större utsträckning om Joar Johanssons vapen, men Birger Filipssons fläkta örn saknade de armar som Joar Johanssons örn hade.

## Joar Blå
Till den förstnämnda släkten har man även hänfört den från rimkrönikan och Ericus Olai kände Joar Blå till Gröneborg. Man har nämligen velat identifiera honom med en herr Joarus Johannis (Joar Johansson), som på 1200-talet beseglat ett av konung Erik Eriksson utfärdat brev och i sigillet förde (mellan 1222 och 1230), en möjlig örn försedd med ovanför vingarna uppskjutande framben, varför den ibland förväxlats med en heraldisk så kallad lejonörn. I en del källor uppges huvudet istället vara en grip, men det anses att huvudet såväl som hela kroppen har dock typisk örnform.  Senare förde Birger Filipsson av Aspenäsätten (avrättad 1280) en liknande fläkt örn, medan resten av medlemmarna i hans ätt förde en lejonörn.
Någon släktskap mellan dem kan dock icke påvisas. 
Enligt ovannämnda krönikor skall Joar Blå, som bodde på den då befästa holmen Gröneborg nära Enköping, efter konung Erik Erikssons död (1250), då Birger jarl var frånvarande på ett härnadståg i Finland, tagit riksstyrelsen i sin hand och genomdrivit att val av ny konung genast företogs. Då Birger jarl emellertid, oaktat hans son Valdemar valts, uttryckte sin harm över det skedda, skall Joar Blå hava yttrat, att om valet misshagade honom, stod nog en annan konung att få, samt sedermera på jarlens fråga, vem denne kunde vara, genmält: 
"Under den rock jag här bär skulle jag väl ock kunna skaka fram en konung".
Den självsäkerhet Joar Blå härvid visade har man ansett bero på att han stod i släktskapsförbindelse med något av de äldre konungahusen. Härför talar också hans namn Joar, ty detta förekommer i en sidogren av den erikska ätten. Uti en handling från 1250-talet  namnes en herr Joarus såsom beseglande ett konung Valdemars brev, och antagligen har man att i denne se  krönikornas Joar Blå, som av historiker som Carl Mauritz Kjellberg, med stöd av Rolf Pipping, antagits vara identisk med den Joar Johansson som nämns i ett par medeltidsbrev från 1200-talets första hälft samt den herr Joar (dominus Joarus) som nämns i ett av kung Valdemar utfärdat brev från 1250-talet.  Joars i Erikskrönikan uttalade dynastiska anspråk har fått vissa historiker att hypotetiskt utpeka honom som sonson till kung Erik den heliges bror Joar Jedvardsson, något som förutsätter en Johan Joarsson som mellanlänk, men denna hypotetiska person förekommer inte i någon källa.